# 사의 찬미 (영화)
"사의 찬미"는 1991년에 개봉한 대한민국의 영화이다. 한국 최초 여성 성악가 윤심덕과 그의 애인 김우진의 실화를 토대로 만든 작품이다.

## 줄거리
1920년대 도쿄 대학에서 성악을 공부하던 한국인 여성 윤심덕은 작곡을 공부하던 유부남 한국인 남성과 사랑에 빠진다. 그들은 함께 일본을 떠나 배를 타고 한국으로 돌아온다. 그러나 한국에 가까워질수록 그들은 헤어질 위기에 처하고, 결국 죽음으로 함께하기 위해 바다로 몸을 던진다.

## 캐스팅
- 장미희 : 윤심덕 역
- 임성민 : 김우진 역
- 이경영 : 홍난파 역
- 김혜리 : 윤성덕 역
- 김성수 : 이용문 역
- 조선묵 : 조명희 역
- 김지현 : 박정식 역
- 조민기 : 홍해성 역
- 강계식 : 우진 부 역
- 김진화 : 우진 처 역
- 신충식 : 단장 역
- 박진경 : 여배우 역
- 주호성 : 변사 역
- 이금석
- 신탁
- 허택진
- 박동우
- 유효진
- 김영기
- 김동만
- 권재용
- 정규영
- 최호정
- 김은희
- 공호석
- 이영길
- 이해룡
- 조학자
- 나갑성
- 이완용
- 허기호
- 박부양
- 정영국
- 김우빈
- 신동욱
- 손전
- 조영이
- 박용팔
- 마도식
- 홍춘길
- 박노철
- 박광진
- 박예숙
- 오명록
- 김형철
- 전해남
- 유일문
- 최근제
- 추봉
- 전숙
- 윤일주
- 박상배
- 이난희
- 박난희
- 이상민
- 한승희
- 남채현
- 박은현
- 강승호
- 정형섭
- 이성두
- 김정호
- 홍영창
- 김세정
- 김유철

## 수상
- 1992년 제2회 춘사영화상
  - 최우수작품상
  - 여우주연상 - 장미희
  - 남우조연상 - 이경영
  - 각본상 - 임유순
  - 기술상 - 양대호
  - 미술상 - 조융삼
  - 의상상 - 김영주 외 2인
  - 조명상 - 임재영
  - 촬영상 - 이성춘
  - 편집상 - 현동춘
- 1991년 제12회 청룡영화상
  - 최우수작품상
  - 남우주연상 - 임성민
  - 여우주연상 - 장미희
  - 남우조연상 - 이경영
- 1992년 제30회 대종상
  - 우수작품상
  - 감독상 - 김호선
  - 여우주연상 - 장미희
  - 남우조연상 - 이경영
  - 시나리오상 - 임유순
  - 녹음상 - 김경일
  - 의상상 - 김영주, 하용수
  - 촬영상 - 이성춘
  - 특별상 - 김철석

## 같이 보기
- 윤심덕